# 弦楽のための「陰画」
弦楽のための「陰画」（げんがくのための「いんが」）、絃楽オーケストラのための《陰画》は、日本の作曲家・芥川也寸志が1966年（昭和41年）に作曲した絃楽合奏のための作品である。
演奏時間は約10分。NHKによって放送初演された。

## 作品の概要
芥川の作風は3つに分類される。青年期から《エローラ交響曲》へ至る手前の時期に当たる第1期、《エローラ交響曲》から今作までの第2期、そして《オスティナータ・シンフォニカ》以降の第3期である。今作はその第2期に当たり、芥川が当時提唱していた「マイナス空間論」による音楽の実践が行われている。なお、マイナス空間論についての詳しい解説はエローラ交響曲の該当項目を参照されたい。
前作《弦楽のための音楽 第1番》から4年の空白を経て、1966年にNHKの国際放送のために作曲された。この間、芥川は演奏活動やテレビ・ラジオ等のタレントとしての仕事も増え、映画音楽等の仕事も続けていたため、多忙を極めていた。秋山（1990）でも、「日常生活やジャーナリズム、社会的現実の極端な多忙さのなかにいたかれのありようが、創作を断続させたのであろう」と記されている。
自筆譜を見ると、作曲の日付等は記されていないが、1966年6月に作曲されたことが判明している。 編成は弦楽オーケストラによるもので、前作の編成を拡大したものである。また配置も前作と同じ、中央にコントラバスを配し、左右に第1、第2ヴァイオリン、ヴィオラ、チェロのグループを置くものとなっている（表1) 。
【表1】絃楽オーケストラのための《陰画》基本情報
| 編成   | 第1Vn、第2Vn、Va、Vc、Cb                       |
| 作曲年 | 1966年6月                                      |
| 収録   | 1966年10月？（岩城宏之指揮、NHK交響楽団）      |
| 初演   | 1966年11月3日放送（NHKラジオ「ステレオ音楽」） |
| 楽譜   | 自筆譜                                         |

作品は1966年にNHKで放送初演された後は再演機会がなかったものの、音楽評論家の秋山邦晴などは、その作品を高く評価していた。

## 楽曲分析
本作はCD「オーケストラ・トリプティークによる芥川也寸志個展」(3SCD 0044) に音源が収録されている。清道洋一が書いたCD解説の《陰画》の項目を読むと、芥川が語ったという一文がある。
「本作品は13の短い各部分で構成され、その中で鳴り響いている音が消え去る瞬間に大きな意味が置かれている。静寂の中に聴こえてくる音よりも、静寂へ向かう音の方に重点があり、（音を積み重ねることによって作られる）普通の音楽との関係は、ちょうど写真の陽画と陰画との関係と同じである。」
概要に記した通り、本作は前作の編成を拡大させたものであり、テンポ表記（♩= 66 ← ad lib → ♩= 80 ）も、楽器の配置も前作を踏襲している。 しかし、エローラ体験で受けたプラスとマイナス、ポジとネガの関係に見られる「マイナス空間論」の音楽実践は、タイトルの「陰画」と言う言葉に見られる通り、以前に増してより直接的な表現となっていることがわかる。
ところで本作の大部分は前作《弦楽のための音楽 第1番》からの引用であり、新規に作曲された部分は少数にとどまる。前田（2010）に於いてもそれは指摘されており、全128小節のうち、33小節から94小節、および109小節第3拍から最後まではすべて前作の引用で構成されていると述べられている。そこでまず、新規の作曲部分と前作からの引用部分を明確に示すため、以下の表を作成した（表2) 。なお、表中の新規作曲部分とは、具体的に音符が新たに追加されている場合を指す。その他、強弱記号や記号等の軽微な変更は修正部分にまとめた。
【表2】絃楽オーケストラのための《陰画》楽曲構成
| 練習番号 | 小節     | 新規／引用 | 前作に おける 引用元 | 引用内における新規作曲部分 | 引用内における修正部分等 | 備考                                                               |
| 1        | 1〜3     | 新規       |                      | | |                                                                    |
| 2        | 4〜7     | 新規       |                      | | |                                                                    |
| 3        | 8〜11    | 新規       |                      | | |                                                                    |
| 4        | 12〜15   | 新規       |                      | | |                                                                    |
| 5        | 16〜19   | 新規       |                      | | |                                                                    |
| 6        | 20〜23   | 新規       |                      | | |                                                                    |
| 7        | 24〜27   | 新規       |                      | | |                                                                    |
| 8        | 28〜31   | 新規       |                      | | |                                                                    |
| 9        | 32〜36   | 新規と引用 | 1-1〜1-4             | | | 引用は3小節目アウフタクトより出版譜に準拠。                        |
| 10       | 37〜39   | 新規と引用 | 1-5〜1−7             | | |                                                                    |
| 11       | 40〜43   | 引用       | 1-8〜1-11            | | |                                                                    |
| 12       | 44〜48   | 新規と引用 | 1-12〜1-16           | | |                                                                    |
| 13       | 49〜53   | 引用       | 2-1〜2-5             | | |                                                                    |
| 14       | 54〜58   | 引用       | 3-1〜3-5             | | |                                                                    |
| 15       | 59〜64   | 引用       | 3-6〜3−11            | | |                                                                    |
| 16       | 65〜70   | 新規と引用 | 4-1〜4-2             | 第2・Vc、Cbは67末尾、第1・Vcは68小節より各パートの分割された2パートが3度で低音部を演奏。 音程は低音よりA,Cis (Cb)、E,G (第1・Vc)、As,C (第2・Vc) 。 69,70小節において各グループVaは新規のモチーフを使用。 | 66〜68は4-1部分の全音音階によるトレモロをsul pont.で延長。 第1グループに続き第2グループは1小節遅れでトレモロ開始。           |                                                                    |
| 17       | 71〜73   | 引用       | 4-3〜4−5             | | | 71第1・Vn1第1パート、4-3第1・Vn1での重音CisがAisに。記譜のミスか？ |
| 18       | 74〜78   | 引用       | 5-1〜5-5             | | 74の第1・Va第2パートの3連符上行グリッサンドの末尾はタイで次拍3連符の1拍目へ保続。 前作5-5でfppだった強弱、78ではffppへ修正。 |                                                                    |
| 19       | 79〜82   | 引用       | 5-6〜5-9             | | 79、3連符のテヌートは出版譜より。 82のディミヌエンド先はppからpppへ。                                                        | 引用元小節は自筆譜に準拠。                                         |
| 20       | 83〜88   | 新規と引用 | 6-1,6-5(3拍目)〜6-9  | 84は2拍目まで前小節をトレモロにした音符を新規作曲。 Cb、84は前小節の下行グリッサンドを逆転。 | Cb、85〜88はF音オクターブで補強。                                                                                            | 引用元小節は自筆譜に準拠。 （83小節。6-1相当）                     |
| 21       | 89〜94   | 新規と引用 | 7-1〜7−4, 8-0〜8−2   | 94,各Vc,Cbの全音符にクレッシェンド、ディミヌエンドを追加。 | |                                                                    |
| 22       | 95〜100  | 新規       |                      | | |                                                                    |
| 23       | 101〜104 | 新規       |                      | | |                                                                    |
| 24       | 105〜108 | 新規       |                      | | |                                                                    |
| 25       | 109〜111 | 新規と引用 | 9-0〜9−3             | 111(9-3相当)で各音符の音価を1拍追加。 | | 引用元を結合。                                                     |
| 26       | 112〜117 | 引用       | 10-1〜10-6           | | |                                                                    |
| 27       | 118〜121 | 引用       | 11-1〜11-4           | | | 引用元小節は自筆譜に準拠。                                         |
| 28       | 122〜128 | 新規と引用 | 12-1〜13-5           | 127,128各Vc,Cb低音部に短3度で2音ずつ配置。 | 122、1拍目のリズム変更。 |                                                                    |

前作からの引用は、出版譜の要素（第1和音冒頭のアウフタクト等）、自筆譜の要素（計量記譜等）とが混在している。本作と前作の譜面を比較すると、第1グループ、第2グループで登場するパートが違う場合はあるものの、発音するタイミングや音高についてはほとんどの場合に於いて前作から引用されていることがわかる（すなわち、実際の聴こえ方は前作と異なる箇所がある）。また、前作で用いられていた音が引き伸ばされたり、ハーモニー担当として新たなパートが追加されたりする、オーケストレーションが施されている箇所もあった。しかし、前作で形作られた和音構造自体は維持されており、また新たに追加された部分がその構造へ大きな影響を与えるほどのものではないと判断した。
　これらの事実を踏まえ、以降の項目については今回新規に作曲された部分についてのみ言及することとする。

### オスティナートについて
冒頭から練習番号8にかけて、各グループのチェロ、そしてコントラバスを除く楽器群はハーモニクスの状態で高音を演奏する。
最終的に加わるパートでいうと、第1グループの第1ヴァイオリン、ヴィオラの第1パート、第2グループの第1ヴァイオリン、ヴィオラの第1パートは、それぞれ同一の構成を持つフレーズのオスティナートで構成されている。またそれらオスティナートの開始点が異なるタイミングで点在するため、結果としてカノンのような形となる。さらに同じく冒頭から練習番号8の区間まで、各グループの第2ヴァイオリン、ヴィオラ（第1パートは途中で上記オスティナート担当へ移行）はオスティナートの下で特徴的なリズムを担当している。それは、「1拍めが休符の3連符＋音価が変化する音符＋3拍めが休符の3連符」という型で構成されており、中間の音符は2〜4拍で構成されている。またこれらの音型は、音をずっと持続させるわけではなく、規則的な休符を挟みながら演奏する。
しかし、このリズム音型を個別に見るのではなく、パートとして横に見ていくことで、その連続性にはオスティナートが伴うことがわかる。各パートの中間部の拍数は規則性を持っており、それは以下の表で示すことができる（表3) 。

【表3】冒頭から練習番号8にかけての各パートの拍数
| パート名                            | 繰り返される四分音符の拍数（前後の3連符は省略し、中間部の音価のみ示す） |
| 第1グループ第2ヴァイオリン第1パート | 2→4                                                                     |
| 第1グループ第2ヴァイオリン第2パート | 3                                                                       |
| 第1グループヴィオラ第1パート        | 2（カノン・オスティナートへ移行 ）                                      |
| 第1グループヴィオラ第2パート        | 3                                                                       |
| 第2グループ第2ヴァイオリン第1パート | 3                                                                       |
| 第2グループ第2ヴァイオリン第2パート | 2→2→3                                                                   |
| 第2グループヴィオラ第1パート        | 3→2→2（カノン・オスティナートへ移行）                                   |
| 第2グループヴィオラ第2パート        | 3（結尾で例外的に2、1の場合あり）                                       |

このように、練習番号8までは、登場するヴィオラ以上の全楽器が何かしらの形でそのモチーフがオスティナートを組んでおり、またそれらがズレて出現することによって、その音楽には無限の連続性が備えられることになる。なお、奏される音程については一定か、もしくは短2度で上行、もしくは下行するだけにとどまり、極めて小さな動きが堆積されることで音楽が進行する。

### リズムについて
今回すべてが新規に作曲された練習番号1〜8、および22〜24を見ると、リズムの面ではその多くが3連符で構成されている。また、冒頭の新規作曲部分は、前項で述べた通り、休符を挟みながら、特定のリズムによって繰り返されるリズムオスティナートを構成しており、それらも前後に3連符のリズムを持つ。
またこの作品においても前作の寡黙さは通底しており、《Nyambe》以前の初期作風に通ずるような快活さを伴うリズム音型は見られない。しかし22〜24で見られるような、複数のリズムが絡み合い、また音域もほとんど同じ位置に集中する音群が強奏される場面は、それら複数のリズムが強調され、極めて強い効果をもたらす。前作の6-5〜6-9で認められる2つの和音のズレで生じるリズムの交錯と同様に、ここでは線的な横の流れの中に交錯するリズムが、音楽に強い求心力を持たせていることがわかる。

## 小括
本作は、前作《絃楽のための音楽 第1番》の編成を拡大させたものであるが、その内容は、前作の音楽を引用する構造を含んでいることがわかった。演奏面で、ひとりの奏者が重音を奏していた前作における負担は、本作においてdivisiによる複数奏者の担当によってだいぶ緩和されているように感じられる。また、人数の拡大によるその音響効果は、音源を聴く限り、前作を上回る効果をあげているようにも感じられる。同じ音楽を編成を拡大させて再び用いる例は、かつて初期において《弦楽四重奏曲》(1948) 第2楽章で用いたものが、《弦楽のための三楽章》(1953) 第3楽章に転用されていることが思い起こされる。このように芥川は、かつて作曲したモチーフやオーケストレーションを、編成を拡大したものに再適用する傾向がある。しかし引用した部分に関しても、前作よりも人数が増やすことで出来ることが多くなった分、余剰のパートにはさまざまな音楽効果を生むオーケストレーション、そして新たな創意が付加されることとなった。また、新規に作曲された部分を見ると、モチーフを意図的にずらして配置するカノン的な試み等、対位法的な書法で書かれていることも特徴として挙げられる。そしてそれは、彼が寵愛するオスティナートの技法を当てはめることで昇華された。また、リズムの面では緻密な音楽構造を構築していることもわかった。前作が12音を用いた和音の増減（すなわち縦の流れ）にフォーカスしたのに対し、本作では各パートの出現の増減（すなわち横の流れ）を重視していることになる。その上で、前作と本作を持って芥川は西洋音楽の根幹をなす和声的、対位法的な文脈における「マイナス空間論」の音楽的実践を模索したと考えることができる。